# Atletika na Letních olympijských hrách 1960 – 200 metrů ženy
 Běh na 200 metrů žen na Letních olympijských hrách 1960 se uskutečnil ve dnech 3. září a 5. září v Římě. 

## Výsledky finálového běhu
| *                | jméno               | země                     | čas   |
| ---------------- | ------------------- | ------------------------ | ----- |
| Zlatá medaile    | Wilma Rudolphová    | Spojené státy americké   | 24,13 |
| Stříbrná medaile | Jutta Heineová      | Tým sjednoceného Německa | 24,58 |
| Bronzová medaile | Dorothy Hymanová    | Velká Británie           | 24,82 |
| 4                | Marija Itkinová     | Sovětský svaz            | 24,85 |
| 5                | Barbara Sobotta     | Polsko                   | 24,96 |
| 6                | Giuseppina Leoneová | Itálie                   | 25,01 |